# Marcus Porcius Marcellus
Marcus Porcius Marcellus war ein im 1. oder 2. Jahrhundert n. Chr. lebender Angehöriger des römischen Ritterstandes (Eques).
Durch eine Inschrift, die bei Luxor gefunden wurde und die auf 1 bis 200 datiert wird, ist belegt, dass Marcellus Präfekt der Cohors III Ituraeorum equitata war.